# Жуайёз, Антуан-Сипьон де
Герцог Антуан-Сипьон де Жуайёз (фр. Antoine Scipion de Joyeuse; 1565 — 20 октября 1592) — французский военный и государственный деятель, маршал Католической лиги.

## Биография
Третий сын виконта Гийома II де Жуайёза и Мари де Батарне.
С детства был рыцарем Мальтийского ордена, в 1581—1589 годах был Великим приором Тулузы.
После смерти старшего брата, погибшего в битве при Кутра, папа Сикст V разрешил Антуана-Сипьона от обетов госпитальера, и в 1590 году тот смог наследовать герцогский титул.
В 1589 году, после смерти Генриха III, присоединился к Католической лиге. В ходе Религиозных войн следовал за отцом; после его смерти 17 марта 1592 унаследовал пост генерального наместника Лангедока, а 11 мая был назначен герцогом Майенским маршалом Лиги и возглавил католические войска на юге Франции.
10 сентября 1592 осадил Вильмюр. 19 октября его войска были одновременно атакованы протестантским подкреплением и частями герцога д'Эпернона, военачальника Генриха IV, вышедшего из Монтобана с 500 всадниками и тремя тысячами аркебузиров. Армия Жуайёза была опрокинута и бежала через Тарн. Маршал был унесен течением и утонул.
По словам современника, «он был сеньором храбрым, мужественным, отважным и деятельным в своих военных экспедициях, очень хорошим капитаном, но крайне амбициозным, врагом короля и государства, в котором он желал произвести переворот; факелом, который сжигал Лангедок, пока его не погасила река Тарн. О нем нисколько не сожалела его партия, разве что военные. С его персоной закончилось влияние Лиги в Лангедоке, который вскоре вернулся к здравому смыслу».